# Limenarchis zonodeta
Limenarchis zonodeta är en fjärilsart som beskrevs av Edward Meyrick 1926. Limenarchis zonodeta ingår i släktet Limenarchis, och familjen stävmalar. Inga underarter finns listade i Catalogue of Life.